# سفارة تونس في المملكة المتحدة
سفارة تونس في المملكة المتحدة هي أرفع تمثيل دبلوماسي لدولة تونس لدى المملكة المتحدة. تقع السفارة في لندن وهي تهدف لتعزيز المصالح التونسية في المملكة المتحدة.

## وصلات خارجية
- الموقع الرسمي
- قائمة سفارات تونس
- قائمة السفارات في المملكة المتحدة